# مسجد وليو الكبير
مسجد وليو الكبير هو مسجد تاريخي يقع في مدينة باو باو في جزيرة بوتون في مقاطعة سولاوسي الجنوبية الشرقية.

## التاريخ
بني مسجد وليو الكبير في عام 1712 من قبل سلطان سلطنة بوتون سخي الدين دورول، ويعد المسجد ورمزا لانتصار الإسلام في ذلك الوقت، ويعتقد الخبراء أن المسجد هو أقدم مسجد في جنوب شرق البلاد، عمر المسجد أكثر من 300 سنة، ويقع في مجمع القصر السابق، ولا تزال سلطنة بوتون ومقتنياتها تستخدم الآن من قبل مدينة باو وبوتون.

## البناء
مسجد وليو الكبير لاتوجد فيه مأذنة. ولكن على الجانب الشمالي من المبنى تقف على سارية علم تمتد للأعلى بجانب المسجد، سارية العلم التي تخدم وتستحدم كمكان لتنفيذ الاعدام بموجب القانون والتشريع الإسلامي، شيدت سارية العلم بعد وقت قصير من بناء المسجد، الخشب استخدم في بناء سارية العلم، للمسجد 12 مدخل واحد منهم بمثابة المدخل الرئيسي، في الجزء الأمامي من المسجد شرق المسجد هناك شرفة مفتوحة، وداخل المسجد يقع المحراب والمنبر جنبا إلى جنب، زينة بنمط من النباتات الزخرفية الخشبية المنحوتة التي تشبه المنحوتات باللغة العربية، الخشب المستخدم لبناء المسجد بلغ 313 قطعة، عدد السلالم التي تؤدي إلى المسجد 17 سلم، أمام الباب الرئيسي في ردهة المسجد هناك جرة يبلغ ارتفاعها 50 سم إلى 60 سم، وضعت الجرة منذ بناء المسجد للوضوء.